# قائمة الدول حسب عدد السكان في عام 1600
هذه القائمة للدول حسب عدد السكان في عام 1600 م مقدرة بأرقام من بداية العام وأرقام دقيقة لعدد السكان من البلدان التي قامت بإحصائيات رسمية في العام 1600م

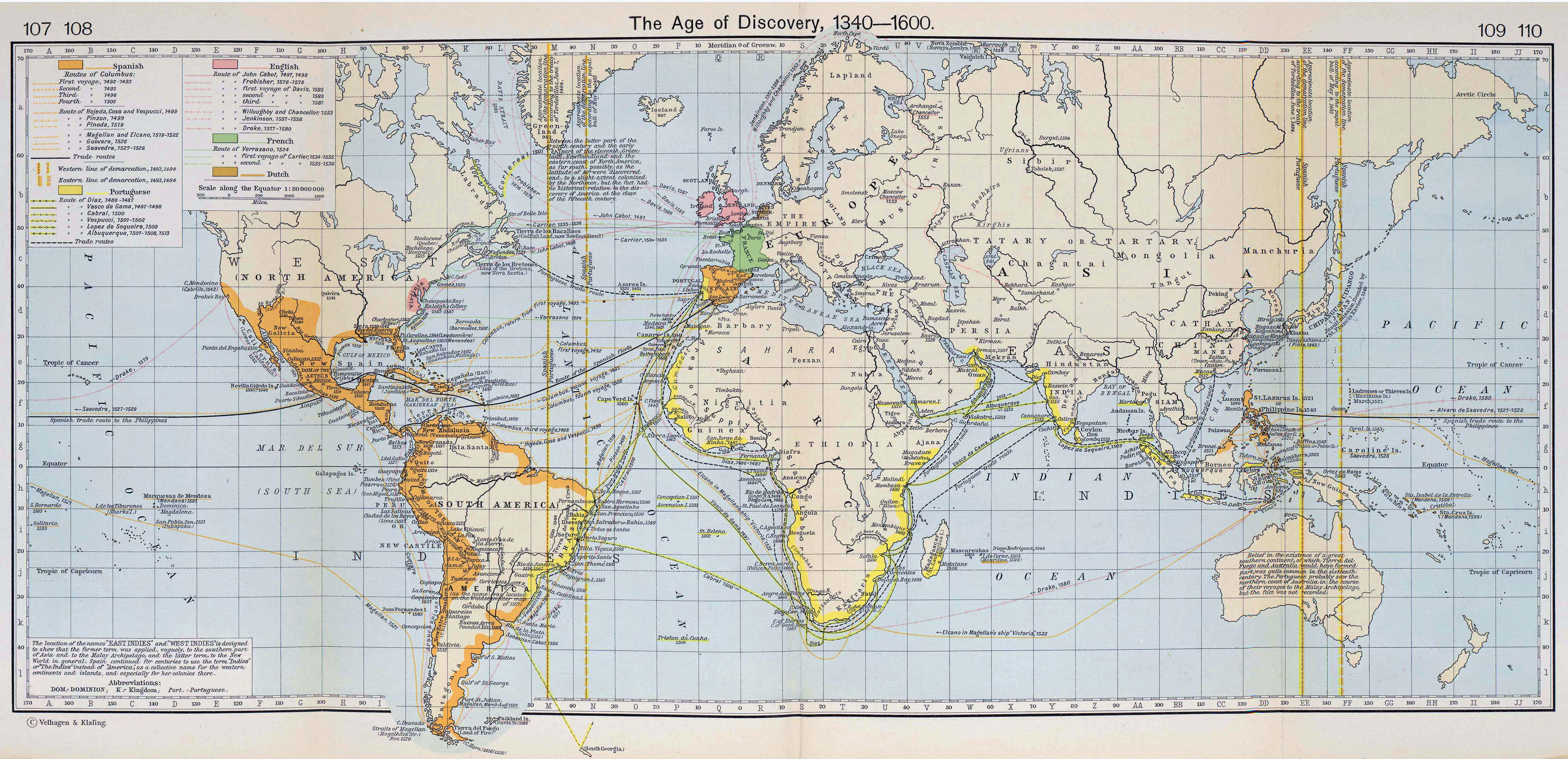
خريطة تظهر الاستكشافات الاوروبية في عصر الكشوفات الجغرافية

خريطة رسمت من قبل الصينين للعالم

## القائمة
| المرتبة | البلد/الأراضي | تقديرات السكان | النسبة المئوية |
| -       | العالم | 579,000,000    | -              |
| ------- | --- | -------------- | -------------- |
| 1       | سلالة مينغ الحاكمة | 160,000,000    | 27.6           |
| 2       | سلطنة مغول الهند | 88,000,000     | 15.2           |
| 3       | الاتحاد الإيبيري - إسبانيا هابسبورغ - 8,240,000 - إسبانيا الجديدة - 5,470,000 - بيرو - 4,690,000 - مملكة نابولي - 2,250,000 - مملكة البرتغال - 2,000,000 - الأراضي المنخفضة الأسبانية - 2,000,000 - مملكة صقلية - 1,800,000 - الفلبين - 667,000 - Viceroyalty of Brazil - 100,000 - كوبا - 20,000 - نائبية غرناطة الجديدة - ? - ملكية ريو دي لا بلاتا البديلة - ? - تشيلي - ? - غواتيمالا - ? - بورتوريكو - ? - Yucatán - ? - Provincias Internas - ? - مملكة سردينيا - ? - دوقية ميلانو - ? - دوقية لوكسمبورغ - ? - فرانش كونته - ? - تاريخ البحرين - ? - أندورا - الهند البرتغالية | 29,997,000     | 5.2            |
| 4       | الدولة العثمانية - الدولة العثمانية - 7,275,000 - إيالة مصر - 5,000,000 - إيالة الجزائر - 2,250,000 - الدولة العثمانية - 1,250,000 - الدولة العثمانية - 1,175,000 - الدولة العثمانية- 1,070,000 - الدولة العثمانية - 1,057,000 - بايليك تونس - 1,000,000 - ليبيا في العهد العثماني - 500,000 - إيالة صيدا - 292,000 - إيالة البوسنة - 449,000 - إمارة مولدوفا - 236,000 - الدولة العثمانية - 161,000 - إيالة قبرص - 98,000 - إيالة الحبشة - ? - ألبانيا العثمانية ‏ - 200,000 - الأفلاق - ? - إيالة جزر البحر الأبيض ‏ - ? | 26,000,000     | 4.5            |
| 5       | الإمبراطورية الرومانية المقدسة - مملكة بوهيميا - 1,800,000 - الاتحاد السويسري القديم - 1,000,000 - Electorate of Bavaria - ? - مرغريفية براندنبورغ - ? - Duchy of Württemberg - ? - جمهورية ساكسونيا - ? - مرغريفية بادن - ? - Thuringian states - ? - لاندغريفية هسن دارمشتات - ? - دوقية مكلنبورغ شفيرين - ? - ناساو - ? - Bishopric of Würzburg - ? - County of Oldenburg - ? - دوقية لوكسمبورغ - ? - إمارة رويس الخط الأكبر - ? - Principality of Lippe - ? - دوقية مكلنبورغ ستريليتس الكبرى - ? - أنهالت دساو - ? - Arenberg - ? - إمارة أنهالت برنبورغ - ? - أنهالت كوتن - ? - County of Schaumburg - ? - ليختنشتاين - ? - Archbishopric of Salzburg- ? - Principality of Calenberg - ? - Electorate of Mainz - ? - Electorate of Trier - ? - انتخابية كولونيا - ? - بالاتينات الانتخابية - ? - دوقية براونشفايغ لونيبورغ - ? - دوقية ساكسونيا لاونبورغ - ? - إمارة مونستر الأسقفية - ? - Archbishopric of Magdeburg - ? - هامبورغ - ? - لاندغريفية هسن دارمشتات - ? - Free City of Lübeck - ? - دوقية شلسفيغ - ? - دوقية هولشتاين - ? - Bishopric of Lübeck - ? - Bishopric of Trent - ? - إمارة أنسباخ - ? | 20,300,000     | 3.5            |
| 6       | مملكة فرنسا - مملكة نبرة - ? - أندورا - Viscounty of Béarn | 20,000,000     | 3.5            |
| 7       | شوغونية توكوغاوا | 18,500,000     | 3.2            |
| 8       | روسيا القيصرية | 14,000,000     | 2.4            |
| 9       | مملكة جوسون | 9,879,000      | 1.7            |
| 10      | أسرة لي | 8,162,000      | 1.4            |
| 11      | الكومنولث البولندي الليتواني - بروسيا الملكية - ? - Duchy of Courland and Semigallia - ? - دوقية ليفونيا ‏ - ? | 7,950,000      | 1.2            |
| 12      | الإمبراطورية البريطانية - مملكة إنجلترا - 4,150,000 - مملكة أيرلندا - 1,200,000 - تاريخ ويلز - 250,000 | 5,600,000      | 1.0            |
| 13      | ملكية هابسبورغ - أرشدوقية النمسا - 2,500,0000 - مملكة المجر (1538-1867) - 1,250,000 - Kingdom of Bohemia - 1,800,000 - مملكة كرواتيا (هابسبورغ) - ? - Principality of Transylvania ‏ - ? | 5,550,000      | 1.0            |
| 14      | الدولة الصفوية | 3,200,000      | 0.6            |
| 15      | السعديون | 2,250,000      | 0.4            |
| 16      | سلالة تاونغو - دول شان - ? | 2,380,000      | 0.4            |
| 17      | مملكة أيوثايا | 2,236,000      | 0.4            |
| 18      | إمبراطورية إثيوبيا | 2,104,000      | 0.4            |
| 19      | جمهورية هولندا | 1,500,000      | 0.3            |
| 20      | السويد - السويد - 900,000 - تاريخ فنلندا - 300,000 - تاريخ إستونيا - 100,000 | 1,300,000      | 0.2            |
| 21      | الدنمارك-النرويج - الدنمارك-النرويج - 570,000 - الدنمارك-النرويج- 400,000 - تاريخ آيسلندا- 38,700 - تاريخ جرينلاند - ? | 1,000,000      | 0.2            |
| 22      | مملكة اسكتلندا | 800,000        | 0.2            |
| 23      | مملكة لان أكسانغ | 319,000        | 0.1            |
| 24      | تاريخ الإمارات العربية المتحدة | 35,000         | -              |